# NGC 706
NGC 706 is een spiraalvormig sterrenstelsel in het sterrenbeeld Vissen. Het hemelobject werd op 30 september 1786 ontdekt door de Duits-Britse astronoom William Herschel.

## Synoniemen
- PGC 6897
- UGC 1334
- MCG 1-5-40
- ZWG 412.37
- IRAS01492+0602